# Maria Mandl

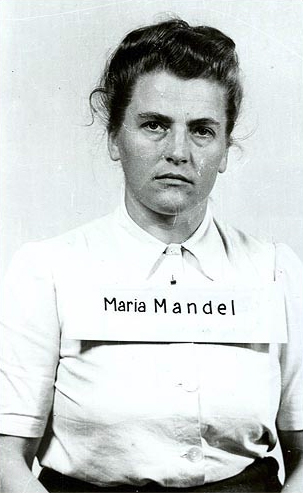
Foto von Maria Mandl nach ihrer Verhaftung durch US-Truppen (August 1945)

Maria Mandl, fälschlicherweise oft Maria Mandel geschrieben (* 10. Jänner 1912 in Münzkirchen, Oberösterreich; † 24. Jänner 1948 in Krakau), war eine österreichische Oberaufseherin im Frauenlager des Vernichtungslagers Auschwitz-Birkenau und des KZ Ravensbrück. Sie gilt als verantwortlich für die Tötung tausender weiblicher KZ-Häftlinge. Mandl wurde 1948 als Kriegsverbrecherin in Krakau gehängt.

## Leben

Als Angeklagte im Auschwitzprozess (1947)

Maria Mandl, Tochter eines Schuhmachermeisters, besuchte die Volksschule und war danach als Privatangestellte beschäftigt. Später folgte ein kurzer Auslandsaufenthalt in der Schweiz und ab 1937 war sie bei der österreichischen Post angestellt. Im September 1938 zog Mandl nach München.
Mandl trat am 15. Oktober 1938 als Aufseherin in das KZ Lichtenburg in der Provinz Sachsen ein, eines der ersten Konzentrationslager in Deutschland. Sie arbeitete dort mit etwa fünfzig anderen Frauen, die wie sie dem SS-Gefolge angehörten. Am 15. Mai 1939 wurde sie mit den anderen Wärterinnen in das neu eröffnete KZ Ravensbrück bei Fürstenberg gesandt und war dort zunächst als Kommandoführerin tätig. Zu Beginn des Jahres 1940 wurde sie Arrestaufseherin im Zellenbau. Am 27. Februar 1941 beantragte sie die Aufnahme in die NSDAP und wurde zum 1. April desselben Jahres aufgenommen (Mitgliedsnummer 8.920.045). Im April 1942 wurde sie zur Oberaufseherin befördert. Im KZ überwachte sie den täglichen Ablauf und den Einsatz der ihr unterstellten Aufseherinnen. Unter ihr waren die Insassen grausamen Misshandlungen wie Schlägen und Auspeitschungen ausgesetzt. Sie suchte auch Frauen für Menschenversuche aus.
Anfang Oktober 1942 wurde Mandl ins KZ Auschwitz-Birkenau als Nachfolgerin von Johanna Langefeld versetzt. Sie leitete im Dienstrang der Oberaufseherin als Arbeitsdienstführerin, von August 1943 bis Januar 1944 gemeinsam mit Schutzhaftlagerführer Franz Hößler, das Frauenlager. Dort wurde sie allgemein bekannt als „die Bestie“. Sie wählte Gefangene für den Tod in den Gaskammern aus und war an Misshandlungen beteiligt.
Mandl schuf das bekannte Mädchenorchester von Auschwitz, das den Aus- und Einzug der Gefangenen zur Zwangsarbeit mit Märschen begleiten und Konzerte zur Unterhaltung von KZ-Mannschaft und Besuchern spielen musste. Mandl selbst hatte eine Vorliebe für eine Arie aus Puccinis Madama Butterfly, die ihr die Gefangene Fania Fénelon manchmal mitten in der Nacht vorsingen (und spielen) musste.
Mandl erhielt das Kriegsverdienstkreuz 2. Klasse. Im November 1944 wurde sie in den KZ-Außenlagerkomplex Mühldorf, ein Außenlagerkomplex des KZ Dachau, versetzt. Ihre Nachfolgerin als Oberaufseherin in Auschwitz wurde Elisabeth Volkenrath.
Im Mai 1945 floh Mandl aus Mühldorf in die Alpen. Bald danach tauchte sie in ihrem Geburtsort Münzkirchen auf. Ihr Vater verweigerte ihr aber den Aufenthalt in ihrem Elternhaus, daraufhin suchte sie bei ihrer Schwester im nahen Luck (Gemeinde Schardenberg) Zuflucht. Am 10. August 1945 wurde sie von Soldaten der US-Armee festgenommen und verhört. Dabei wurde sie als intelligent und grausam zugleich beschrieben. Nach ihrer Auslieferung an die Volksrepublik Polen im September 1946 wurde Mandl am 22. Dezember 1947 vom Obersten Volkstribunal im Krakauer Auschwitzprozess zum Tode durch den Strang verurteilt. In der Urteilsbegründung wurde noch einmal ihre Grausamkeit betont: „Die Angeklagte misshandelte sogar die Häftlingsfrauen, die bereits von ihr auf dem Selektionswege zum Tode ausgesondert waren.“
Die Polin Stanisława Rachwałowa, die als KZ-Häftling von Maria Mandl im KZ Auschwitz misshandelt worden war, befand sich als politische Gefangene der VR Polen in einer Zelle neben der von Maria Mandl und Therese Brandl. Sie sprach ausreichend Deutsch, um für die Wärter dolmetschen zu können. In ihren Erinnerungen beschreibt sie das letzte Treffen mit den beiden zum Tode verurteilten deutschen Massenmörderinnen. Dabei hätten sie beide, wenige Tage vor ihrer Hinrichtung, um Verzeihung gebeten.
Am 24. Jänner 1948 wurde Mandl im Krakauer Montelupich-Gefängnis hingerichtet. „Lang lebe Polen“ sollen ihre letzten Worte gewesen sein, bevor sie gehängt wurde. Ihr Körper wurde Medizinstudenten zur Verfügung gestellt.

## Falsche Todeserklärung durch Kreisgericht Ried 1975
Auf Betreiben ihrer Heimatgemeinde Münzkirchen stellte das ehemalige Kreisgericht Ried im Innkreis im November 1975 eine Todeserklärung für Mandl aus, nach der sie 1939 in ein Konzentrationslager eingeliefert worden und dort auch verstorben sei. Mandl wäre demnach NS-Opfer gewesen. Aus dem vollständig erhalten gebliebenen Akt ging schon damals anderes hervor. Es bleibt unklar, ob der Richter den Tod schlampig erklärte oder aus anderen Beweggründen handelte. Durch Medienberichte wurde die Rieder Justiz auf den Fall aufmerksam und wurde vom Mauthausen-Komitee bei Recherchen unterstützt. Die Geschichtsfälschung wurde aufgeklärt und im April 2017 ein korrigierender Beschluss des Landesgerichts Ried gefällt.

## Film
2014, anlässlich des 100. Geburtstages von Maria Mandl, wurde der Dokumentarfilm Pechmarie. Das Leben der Maria Mandl veröffentlicht. In der Rolle der Maria Mandl war Constanze Passin, als Erzähler der Geschichte hört man Peter Arp. Christian Strasser und David Neumayr fanden als Team damit auf einigen internationalen Festivals anerkennende Aufmerksamkeit, so mit dem Gold Award 2015 beim International Film Festival in Jakarta und mit dem Award of Merit in Chicago.